# 麻績王
麻績王（おみのおう、生没年不詳）は、7世紀末の皇族。麻続王、麻積王とも称される。
出自をめぐって大友皇子（天智天皇の太子）、美努王（橘諸兄の父）、柿本人麻呂など諸説ある。また、年代的に無理があるが、聖武天皇の別名ともいわれる。
『日本書紀』には、675年5月17日（天武天皇4年夏4月18日）の条に天武天皇によって「三位麻続王に罪あり、因幡に流した」とあり、この他に『日本書紀』には、麻績王の子の1人を伊豆諸島の伊豆大島に流罪にし、もう1人を血鹿嶋（長崎県五島列島）に流罪にしたとある。また、『万葉集』巻第一では伊勢国の伊良虜の島（愛知県渥美郡伊良湖岬 ）に流罪されたとある。さらに、『常陸国風土記』には常陸国行方郡板来村西の榎木林に居らせたとあって、流罪先も諸説ある。
『万葉集』には、伊勢国の伊良虜の島に流された麻績王の事を悲しんだ人が「打麻を 麻績王 白水郎（海人）なれや 伊良虞の島の 珠藻刈ります」と歌ったのに対し、麻績王が答歌として「うつせみの 命を惜しみ浪にぬれ 伊良虞の島の玉藻刈り食む」と詠んだというの和歌が伝えられている。
なお、鳥取県鳥取市国府町岡益にある梶山古墳は麻績王の古墳であるともいわれてる。